# Nuovo Partito Socialdemocratico
Il Nuovo Partito Socialdemocratico (in macedone: Nova Socijaldemokratska Partija; Нова социјалдемократска Партија) è un partito politico di orientamento liberal-socialista fondato nella Repubblica di Macedonia nel 2005.
Il suo leader è Tito Petkovski.